# 楊師厚
楊 師厚（よう しこう、? - 915年）は、五代後梁の将軍。潁州汝陰県斤溝の人。

## 生涯
はじめ李罕之に従い、李罕之が李克用に降った際には李克用に従った。後に罪を得たため朱全忠のもとに逃れ、宣武軍押衙・曹州刺史とるなど重用された。李茂貞を攻撃した際には敗れる。しかし、青州の王師範との戦いでは王景仁の軍を退け、偏将八十人余りを捕らえるなどの戦功を挙げた。荊州を平定する際は先鋒を務め、襄州の趙匡凝を破った。その後、山南東道節度使・同中書門下平章事となった。劉知俊が背くと劉鄩と共に討伐軍を率い、奇兵でこれを長安から駆逐した。更に周徳威を蒙坑で破った。そして柏郷での敗戦を知るとすぐに兵を急行させ李存勗を食い止め、敵軍が退却するとこれを追撃した。朱友珪が簒位すると反乱鎮圧で功績を挙げ、天雄軍節度使となった。しかし、楊師厚は禁軍に密命を与え朱友貞の即位に協力し鄴王に封ぜられた。晩年は功を誇り酒色に溺れたが、戦傷がもとで没した。没した際には人々に痛惜された。